# Wingdom
Wingdom war eine finnische Power- und Progressive-Metal-Band aus Viitasaari, die im Jahr 1998 gegründet wurde und sich 2007 wieder auflöste.

## Geschichte
Die Band wurde im Jahr 1998 von Keyboarder Mikko Härkin (ex-Sonata Arctica) und Gitarrist Jukka Ruotsalainen gegründet. Kurze Zeit später kamen Sänger Sami Asp, Schlagzeuger Markus Niemispelto und Bassist Alessandro Lotta (Ex-Rhapsody of Fire) hinzu und vervollständigten die Besetzung. Nachdem im Jahr 2002 ein erstes Demo veröffentlicht worden war, begannen die Aufnahmen zu ihrem Debütalbum. Während der Aufnahmen wurde Timo Kotipelto auf die Band aufmerksam und nahm diese bei seinem Label High and Loud Records unter Vertrag. Das Album erschien im Jahr 2005 unter dem Namen Reality. Das Album wurde im Jahr 2007 bei Dockyard 1 wiederveröffentlicht. Im Herbst 2005 wurde Alessandro Lotta durch Jarno Raitio ersetzt. Im Herbst 2006 verließ Keyboarder Härkin die Band. Im Jahr 2007 löste sich die Band auf.

## Stil
Die Band spielte progressiven Power Metal, wobei das Keyboard in den Liedern meist die Führungsrolle angibt.

## Diskografie
- 2002: First Demo (Demo, Eigenveröffentlichung)
- 2005: Reality (Album, High and Loud Records)